# Сэквилл, Томас, 1-й граф Дорсет
Томас Сэквилл (англ. Thomas Sackville; 1536, Уорфинг, Суссекс — 19 апреля 1608, Лондон) — 1-й граф Дорсет, английский государственный деятель, юрист, драматург и поэт эпохи Ренессанса.

## Биография
Сэквилл родился в графстве Суссекс. Он был сыном Ричарда Сэквилла и Уинифред Бриджес и по отцу приходился двоюродным племянником Анне Болейн (1507—1536), второй жене короля Англии Генриха VIII, матери королевы Англии Елизаветы I.

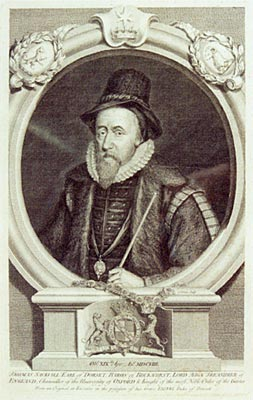
Томас Сэквилл, 1-й граф Дорсет

В 1553 году Томас поселился в Лондоне и два года спустя был избран в парламент. В 1587 году он был полномочным представителем на государственном процессе, на котором шотландской королеве Марии I Стюарт объявили смертный приговор.
В 1599 году Сэквилл стал лордом-казначеем Великобритании. С 1567 года он заседал в Палате лордов как барон Бакхерст, с 1604 года — как граф Дорсет.
Сэквилл был женат на Сесили Бэйкер, дочери сэра Джона Бэйкера. В этом браке родились:
- Джейн, жена Этони Марии Брауна, 2-го виконта Монтегю;
- Мэри, жена Генри Невилла, 7-го барона Абергавенни;
- Энн, жена сэра Генри Глемхема;
- Томас;
- Роберт (1561—1609), 2-й граф Дорсет;
- сэр Уильям (около 1570—1591).

## Творчество
Томас Сэквилл — поэт и драматург елизаветинской эпохи.
Автор одной из первых английских трагедий, написанных белым стихом о Горбодаке, легендарном короле Британии под названием Горбодук, или Феррекс и Поррекс, которую совместно с Томасом Нортоном, написал в 1561 году.
В 1563 году он внес свой значительный вклад в издание «Зерцало правителей» (англ. The Mirror for Magistrates, сборник поэтических портретов, издававшихся на протяжении ряда лет (с 1559 по 1610 годы), сочинив для него поэму «Жалобы Генриха, герцога Букингемского».  К поэме придагалось развёрнутое поэтическое вступление под названием «Индукция», состоящее из 79 семистишных строф или септим (всего 553 строки), в котором повествуется о путешествии поэта в пределы ада, где он встречает аллегорические образы страдания и ужаса.